# World Poker Tour (3.ª temporada)
A terceira temporada da World Poker Tour (WPT) foi disputada entre os anos de 2004 e 2005 com quinze eventos.

## Resultados

### Grand Prix de Paris
- Cassino: Aviation Club de France, Paris [1]
- Buy-in: €10,000
- Duração do evento: 17 a 21 de julho de 2004
- Número de participantes: 205
- Premiação total: €1,957,750
- Número de premiados: 27

| Mesa final | Mesa final     | Mesa final          |
| Pos.       | Nome           | Prêmio              |
| ---------- | -------------- | ------------------- |
| 1º         | Surinder Sunar | €679,860 ($828,956) |
| 2º         | Tony G         | €339,930 ($414,478) |
| 3º         | Jim Overtman   | €203,960 ($248,689) |
| 4º         | Peter Roche    | €135,970 ($165,789) |
| 5º         | Ben Roberts    | €101,980 ($124,345) |
| 6º         | Dave Colclough | €84,890 ($103,507)  |

### Mirage Poker Showdown
- Cassino: The Mirage, Las Vegas [1]
- Buy-in: $10,000
- Duração do evento: 29 de julho a 1 de agosto de 2004
- Número de participantes: 281
- Premiação total: $2,725,200
- Número de premiados: 27

| Mesa final | Mesa final    | Mesa final |
| Pos.       | Nome          | Prêmio     |
| ---------- | ------------- | ---------- |
| 1º         | Eli Elezra    | $1,024,574 |
| 2º         | Lee Watkinson | $513,038   |
| 3º         | Gabe Kaplan   | $256,519   |
| 4º         | John Juanda   | $162,012   |
| 5º         | Scotty Nguyen | $121,509   |
| 6º         | Jim Meehan    | $94,507    |

### Legends of Poker
- Cassino: Bicycle Cassino, Los Angeles [1]
- Buy-in: $5,000
- Duração do evento: 28 a 31 de agosto de 2004
- Número de participantes: 667
- Premiação total: $3,335,000
- Número de premiados: 63
- Mão vencedora: Q♥ 9♥

| Mesa final | Mesa final    | Mesa final |
| Pos.       | Nome          | Prêmio     |
| ---------- | ------------- | ---------- |
| 1º         | Doyle Brunson | $1,198,260 |
| 2º         | Lee Watkinson | $578,375   |
| 3º         | Pete Lawson   | $272,665   |
| 4º         | Grant Helling | $170,175   |
| 5º         | Joe Awada     | $132,200   |
| 6º         | Tom Lee       | $99,150    |

### Borgata Poker Open
- Cassino: Borgata, Atlantic City [1]
- Buy-in: $10,000
- Duração do evento: 19 a 22 de setembro de 2004
- Número de participantes: 302
- Premiação total: $3,020,000
- Número de premiados: 27
- Mão vencedora: A♠ A♦

| Mesa final | Mesa final         | Mesa final |
| Pos.       | Nome               | Prêmio     |
| ---------- | ------------------ | ---------- |
| 1º         | Daniel Negreanu    | $1,117,400 |
| 2º         | David Williams     | $573,800   |
| 3º         | Josh Arieh         | $286,900   |
| 4º         | Chris Tsiprailidis | $181,200   |
| 5º         | Brandon Moran      | $135,900   |
| 6º         | Phil Ivey          | $105,700   |

### Ultimate Poker Classic
- Cassino: Radisson Aruba Resort & Cassino, Palm Beach, Aruba [1]
- Buy-in: $6,000
- Duração do evento: 26 de setembro a 1 de outubro de 2004
- Número de participantes: 647
- Premiação total: $3,879,000
- Número de premiados: 200

| Mesa final | Mesa final   | Mesa final |
| Pos.       | Nome         | Prêmio     |
| ---------- | ------------ | ---------- |
| 1º         | Eric Brenes  | $1,000,000 |
| 2º         | Layne Flack  | $500,000   |
| 3º         | Mike Matusow | $250,000   |
| 4º         | Pat McMillan | $170,000   |
| 5º         | John Juanda  | $130,000   |
| 6º         | Vic Fey      | $105,000   |

### Festa Al Lago (Doyle Brunson North American Poker Championship)
- Cassino: Bellagio, Las Vegas [1]
- Buy-in: $10,000
- Duração do evento: 19 a 22 de outubro de 2004
- Número de participantes: 312
- Premiação total: $3,026,400
- Número de premiados: 50
- Mão vencedora: K♣ 10♣

| Mesa final | Mesa final       | Mesa final |
| Pos.       | Nome             | Prêmio     |
| ---------- | ---------------- | ---------- |
| 1º         | Carlos Mortensen | $1,000,000 |
| 2º         | Kido Pham        | $496,400   |
| 3º         | David Pham       | $255,000   |
| 4º         | Erik Seidel      | $165,000   |
| 5º         | Hung La          | $120,000   |
| 6º         | John Juanda      | $84,000    |

### World Poker Finals
- Cassino: Foxwoods, Mashantucket, Connecticut [1]
- Buy-in: $10,000
- Duração do evento: 13 a 17 de novembro de 2004
- Número de participantes: 674
- Premiação total: $6,765,000
- Número de premiados: 60
- Mão vencedora: 6-7

| Mesa final | Mesa final        | Mesa final |
| Pos.       | Nome              | Prêmio     |
| ---------- | ----------------- | ---------- |
| 1º         | Tuan Le           | $1,549,588 |
| 2º         | Temperance Hutter | $973,256   |
| 3º         | Humberto Brenes   | $636,930   |
| 4º         | Bradley Berman    | $470,452   |
| 5º         | J.C. Tran         | $353,850   |
| 6º         | David Pham        | $277,014   |

### Five Diamond World Poker Classic
- Cassino: Bellagio, Las Vegas [1]
- Buy-in: $15,000
- Duração do evento: 14 a 18 de dezembro de 2004
- Número de participantes: 376
- Premiação total: $5,470,800
- Número de premiados: 50
- Mão vencedora: K-7

| Mesa final | Mesa final      | Mesa final |
| Pos.       | Nome            | Prêmio     |
| ---------- | --------------- | ---------- |
| 1º         | Daniel Negreanu | $1,770,218 |
| 2º         | Humberto Brenes | $923,475   |
| 3º         | Vinny Landrum   | $462,851   |
| 4º         | Jennifer Harman | $299,492   |
| 5º         | Steve Rassi     | $217,812   |
| 6º         | Nam Le          | $152,468   |

### PokerStars Caribbean Poker Adventure
- Cassino: Atlantis, Paradise Island, Bahamas [1]
- Buy-in: $7,800
- Duração do evento: 8 a 11 de janeiro de 2005
- Número de participantes: 461
- Premiação total: $3,595,600
- Número de premiados: 75

| Mesa final | Mesa final        | Mesa final |
| Pos.       | Nome              | Prêmio     |
| ---------- | ----------------- | ---------- |
| 1º         | John Gale         | $890,000   |
| 2º         | Alex Balandin     | $484,000   |
| 3º         | Mikael Westerlund | $306,000   |
| 4º         | Patrick Hocking   | $207,000   |
| 5º         | John Cernuto      | $155,800   |
| 6º         | Nenad Medic       | $112,000   |

### World Poker Open
- Cassino: Gold Strike Cassino Resort, Tunica [1]
- Buy-in: $10,000
- Duração do evento: 24 a 27 de janeiro de 2005
- Número de participantes: 512
- Premiação total: $4,832,773
- Número de premiados: 44
- Mão vencedora: A-10

| Mesa final | Mesa final       | Mesa final |
| Pos.       | Nome             | Prêmio     |
| ---------- | ---------------- | ---------- |
| 1º         | Johnny Stolzmann | $1,491,444 |
| 2º         | Chau Giang       | $773,448   |
| 3º         | Daniel Negreanu  | $384,322   |
| 4º         | Scotty Nguyen    | $336,282   |
| 5º         | Michael Mizrachi | $288,241   |
| 6º         | Raja Kattamuri   | $240,201   |

### L.A. Poker Classic
- Cassino: Commerce Cassino, Los Angeles [1]
- Buy-in: $10,000
- Duração do evento: 18 a 22 de fevereiro de 2005
- Número de participantes: 538
- Premiação total: $5,166,414
- Número de premiados: 45
- Mão vencedora: A-9

| Mesa final | Mesa final          | Mesa final |
| Pos.       | Nome                | Prêmio     |
| ---------- | ------------------- | ---------- |
| 1º         | Michael Mizrachi    | $1,859,909 |
| 2º         | Haralabos Voulgaris | $904,122   |
| 3º         | Hung La             | $444,312   |
| 4º         | Ted Forrest         | $263,487   |
| 5º         | Erick Lindgren      | $206,657   |
| 6º         | Harley Hall         | $154,992   |

### Bay 101 Shooting Star
- Cassino: Bay 101, San José, Califórnia [1]
- Buy-in: $10,000
- Duração do evento: 7 a 11 de março de 2005
- Número de participantes: 438
- Premiação total: $4,070,000
- Número de premiados: 45
- Mão vencedora: 4-3

| Mesa final | Mesa final        | Mesa final |
| Pos.       | Nome              | Prêmio     |
| ---------- | ----------------- | ---------- |
| 1º         | Danny Nguyen      | $1,025,000 |
| 2º         | Jay Martens       | $600,000   |
| 3º         | Gus Hansen        | $320,000   |
| 4º         | Shandor Szentkuti | $280,000   |
| 5º         | Corey Cheresnick  | $240,000   |
| 6º         | Men Nguyen        | $200,000   |

### Party Poker Million
- Buy-in: $10,000 [1]
- Duração do evento: 19 a 23 de março de 2005
- Número de participantes: 735
- Premiação total: $7,430,000
- Número de premiados: 180
- Mão vencedora: J-2

| Mesa final | Mesa final        | Mesa final |
| Pos.       | Nome              | Prêmio     |
| ---------- | ----------------- | ---------- |
| 1º         | Michael Gracz     | $1,525,500 |
| 2º         | David Minto       | $1,000,000 |
| 3º         | Matthew Cherackal | $700,000   |
| 4º         | Adam Csallany     | $500,000   |
| 5º         | Paul Darden       | $300,000   |
| 6º         | Richard Kain      | $200,000   |

### World Poker Challenge
- Cassino: Reno Hilton, Reno [1]
- Buy-in: $5,000
- Duração do evento: 29 de março a 1 de abril de 2005
- Número de participantes: 345
- Premiação total: $1,725,350
- Número de premiados: 27
- Mão vencedora: 4♠ 3♠

| Mesa final | Mesa final      | Mesa final |
| Pos.       | Nome            | Prêmio     |
| ---------- | --------------- | ---------- |
| 1º         | Arnold Spee     | $633,880   |
| 2º         | Blair Rodman    | $327,815   |
| 3º         | Phil Ivey       | $163,908   |
| 4º         | Michael Yoshino | $103,521   |
| 5º         | Russ Carlson    | $77,641    |
| 6º         | Mark Chapic     | $60,387    |

### WPT Championship
- Cassino: Bellagio, Las Vegas [1]
- Buy-in: $25,000
- 7-Day Event: 18 a 24 de abril de 2005
- Número de participantes: 453
- Premiação total: $10,961,000
- Número de premiados: 100
- Mão vencedora: K-J

| Mesa final | Mesa final    | Mesa final |
| Pos.       | Nome          | Prêmio     |
| ---------- | ------------- | ---------- |
| 1º         | Tuan Le       | $2,856,150 |
| 2º         | Paul Maxfield | $1,698,390 |
| 3º         | Hasan Habib   | $896,375   |
| 4º         | John Phan     | $518,920   |
| 5º         | Rob Hollink   | $377,420   |
| 6º         | Phil Ivey     | $264,195   |